# Lijst van schilderijen van Bartholomeus van der Helst
Dit is een lijst van schilderijen van Bartholomeus van der Helst. Zijn werken zijn meestal portretten, maar hij heeft ook ten minste één religieus werk gemaakt.
| afbeelding | titel | datum     | museum                                           | inv. nr.              | afmeting                                                             |
| ---------- | --- | --------- | ------------------------------------------------ | --------------------- | -------------------------------------------------------------------- |
|            | De regenten van het Walenweeshuis | 1637      | Regence Hospice Wallon, Amsterdam                |                       | Doek, 133 x 147 cm                                                   |
|            | Portret van een onbekende man, waarschijnlijk een predikant | 1638      | Museum Boijmans Van Beuningen                    | 1293 (OK)             | Doek, 113 x 81 cm                                                    |
|            | Schutters van de compagnie van kapitein Roelof Bicker en luitenant Jan Michielsz. Blaeuw | 1639      | Rijksmuseum Amsterdam Museum                     | SK-C-375 SA 7327      | Doek, 235 x 750 cm                                                   |
|            | Portret van een jonge vrouw | 1643      | Glynn Vivian Art Gallery                         | GV 1974.63            | Doek, 162,5 x 129,5 cm                                               |
|            | Portret van een heer | 1642      | Schloss Wilhelmshöhe, Kassel                     | GK 269                | Doek, 121,5 x 101 cm                                                 |
|            | Portret van Andries Bicker (1586-1652) (vader van Gerard Andriesz Bicker) | 1642      | Rijksmuseum                                      | SK-A-146              | Paneel, 93,5 x 70,5 cm                                               |
|            | Portret van Trijn Jansdr. Tengnagel (1595-1652) (moeder van Gerard Andriesz Bicker) | 1642      | Gemäldegalerie Alte Meister                      | 1595                  | Paneel, 92,5 x 70 cm                                                 |
|            | Portret van Gerard Andriesz Bicker (zoon van de ook door Van der Helst geportretteerde Andries Bicker en Trijn Jansdr. Tengnagel)                                                                                 | ca. 1642  | Rijksmuseum                                      | SK-A-147              | Paneel, 94 x 70,5 cm                                                 |
|            | Portret van Roelof Bicker (1611-1656) | 1642      | particuliere kunstverzameling                    |                       | Paneel, 71,5 x 60 cm                                                 |
|            | Portret van Dierick de Vlaming van Oudtshoorn (1574-1643) | 1642      | particuliere kunstverzameling                    |                       | Paneel, 71 x 60 cm                                                   |
|            | Portret van Weyntgen van Bronckhorst (1586-1647) | 1642      | particuliere kunstverzameling                    |                       | Paneel, 71 x 60 cm                                                   |
|            | Portret van David Rijckaert (1614-1680) | 1643      | particuliere kunstverzameling                    |                       | Paneel, 77 x 63 cm                                                   |
|            | Portret van een jonge vrouw | 1643      | Gemäldegalerie                                   | 825A                  | Paneel, 75,5 x 62 cm                                                 |
|            | Kind met een paplepel in de hand | 1643      | particuliere kunstverzameling                    |                       | Doek, 100 x 131 cm                                                   |
|            | Portret van een man, ten voeten uit | 1644      | Musée des beaux-arts de Montréal                 | 1595                  | Doek, 165 x 133 cm                                                   |
|            | Portret van een vrouw met kind | 1644      | particuliere kunstverzameling                    |                       | Doek, 160 x 130,5 cm                                                 |
|            | Portret van een heer | 1644      | particuliere kunstverzameling                    |                       | Paneel, 113 x 70 cm                                                  |
|            | Portret van een dame met waaier | 1644      | National Gallery                                 | NG1937                | Paneel, 104,6 x 76 cm                                                |
|            | Portret van een man | 1644      | particuliere kunstverzameling                    |                       | Doek, 77 x 65 cm                                                     |
|            | Portret van Willem Vincent van Wyttenhorst (1613-1674) | 1644      | LWL-Museum für Kunst und Kultur                  |                       | Paneel, 46 x 35 cm                                                   |
|            | Een Jongen Als Cupido, circa 1644-‘46 | 1644      | particuliere kunstverzameling                    |                       | Doek, 93 x 106 cm                                                    |
|            | Portret van Joan Coymans (1601-1657) | 1645      | Chequers                                         |                       | Doek, 74 x 64 cm                                                     |
|            | Portret van Sophia Trip (1615-1679) | 1645      | particuliere kunstverzameling                    |                       | Doek, 74 x 64 cm                                                     |
|            | Portret van een heer | 1645      | Museum voor Schone Kunsten                       | P252                  | Doek, 78,4 x 65 cm                                                   |
|            | Portret van een dame | 1645      | Museum voor Schone Kunsten                       | 255                   | Doek, 78,4 x 65,8 cm                                                 |
|            | Portret van een heer | 1645      | Amsterdam Museum                                 | inv.nr. 1515          | Doek, 127 x 99 cm                                                    |
|            | Portret van een Jong Meisje | 1645      | National Gallery                                 | NG1248                | Doek, 75,4 x 65,3 cm                                                 |
|            | Portret van een overleden kind | 1645      | Museum Gouda                                     | NK2692                | Doek, 63 x 86,5 cm                                                   |
|            | Portret van een man, circa 1642-‘45 | 1645-6    | National Gallery in Prague                       | O-10870               | Doek, 100 x 82 cm                                                    |
|            | Portret van een heer, vermoedelijk Willem Allertsz. van Couwenhoven (1592-1659) | 1646      | Museum Boijmans Van Beuningen                    | 1294 (OK)             | Doek, 74,2 x 63,5 cm                                                 |
|            | Portret van een dame, vermoedelijk Aefje Cornelisdr. Briel Gez. Welhouck (1597-1651) | 1646      | Museum Boijmans Van Beuningen                    | 1295 (OK)             | Doek, 74 x 63,4 cm                                                   |
|            | Portret van Samuel van Lansbergen (1589-1669) | 1646      | Rijksmuseum                                      | SK-A-143              | Paneel, 68 x 58 cm                                                   |
|            | Portret van Maria Pietersdr. de Leest (?-1652) | 1646      | Rijksmuseum                                      | SK-A-144              | Paneel, 68 x 58 cm                                                   |
|            | Portret van een heer | 1645-7    | particuliere kunstverzameling                    |                       | Paneel, 76 x 66 cm                                                   |
|            | Portret van een Oude heer, [1647] | 1647      | particuliere kunstverzameling                    |                       | Paneel (ovaal), 63 x 47 cm                                           |
|            | Portret van een oude dame | 1647      | particuliere kunstverzameling                    |                       | Paneel (ovaal), 63 x 47 cm                                           |
|            | Portret van een heer | 1647      | Metropolitan Museum of Art                       | 71.73                 | Paneel (ovaal), 66,7 x 54,9 cm                                       |
|            | Jacob Jacobsz. van Couwenhoven (1592-1661), circa 1647 | 1647      | particuliere kunstverzameling                    |                       | Paneel (ovaal), 68,6 x 55,9 cm                                       |
|            | Portret van Maritge Jansdr. Pesser (circa 1593-1649) | 1647      | National Gallery of Ireland                      |                       | Paneel (ovaal), 71,2 x 59,1 cm                                       |
|            | Portret van Aechte Cornelisdr. Briel Gez. Welhouck (1587-1657) | 1647      | particuliere kunstverzameling                    |                       | Paneel, 68 x 56 cm                                                   |
|            | Portret van Cornelis Jansz. Hartigsvelt (1587-1641) | 1647      | particuliere kunstverzameling                    |                       | Paneel, 70 x 58 cm                                                   |
|            | Portret van een dame met waaier | 1647      | Herzog Anton Ulrich-Museum                       |                       | Doek, 127 x 102 cm                                                   |
|            | Schuttersmaaltijd ter viering van de Vrede van Munster | 1648      | Rijksmuseum Amsterdam Museum                     | SK-C-2 SA 7328        | Doek, 232 x 547 cm                                                   |
|            | Portret van een heer | 1648      | Szépművészeti Múzeum                             |                       | Doek, 108,5 x 88,5 cm                                                |
|            | Portret van een meisje | 1648      | particuliere kunstverzameling                    |                       | Paneel, 73,5 x 59 cm                                                 |
|            | Portret van een oude dame | 1648      | particuliere kunstverzameling                    |                       | Paneel, 64,5 x 54,5 cm                                               |
|            | Portret van een Oude dame, circa 1648 | ca. 1648  | particuliere kunstverzameling                    |                       | Paneel, 69,5 x 59 cm                                                 |
|            | Portret van een jonge vrouw | 1649      | Hermitage                                        | ГЭ-6833               | Doek, 70 x 60 cm                                                     |
|            | Portret van een heer | 1649      | Bavarian State Painting Collections              | 7256                  | Doek, 111 x 88,5 cm                                                  |
|            | Portret van een dame | 1649      | Bavarian State Painting Collections              | 7262                  | Doek, 111 x 88,5 cm                                                  |
|            | Portret van een Jonge vrouw, circa 1649 | ca. 1649  | Kadriorg Art Museum                              | VM 907                | Doek, 97 x 82 cm                                                     |
|            | Twee regenten en twee regentessen van het Spinhuis | 1650      | Amsterdam Museum                                 | SA 4367               | Doek, 233 x 317 cm                                                   |
|            | Portret van Willem Vincent van Wyttenhorst (1613-1674) | 1650      | particuliere kunstverzameling                    |                       | Doek, 82 x 66 cm                                                     |
|            | Portret van Wilhelmina van Bronckhorst (? - 1669) | 1650      | particuliere kunstverzameling                    |                       | Doek, 82 x 69 cm                                                     |
|            | Portret van een heer | 1650      | Virginia Museum of Fine Arts                     | 71.10                 | Doek, 76,1 x 65,6 cm                                                 |
|            | Portret van een dame | 1650      | Mellerstain House                                | BW                    | Doek, 75 x 64 cm                                                     |
|            | Portret van een krijgsman | 1650      | Amsterdam Museum Rijksmuseum                     | SA 7509 SK-C-142      | Doek, 75 x 64,5 cm                                                   |
|            | Portret van een man In uniform | 1650      | J. Paul Getty Museum                             | 70.PA.12              | Doek, 73,5 x 59 cm                                                   |
|            | Portret van een man,1651 | 1651      | Museum De Lakenhal                               | S 1445                | Doek, 114,5 x 98,5 cm                                                |
|            | Portret van een heer | 1651      | Statens Museum for Kunst                         | KMSsp444              | Paneel, 84,5 x 66,5 cm                                               |
|            | Portret van een dame | 1651      | Kunsthistorisches Museum Wien                    | GG_6388               | Paneel, 86 x 67 cm                                                   |
|            | Portret van een heer | 1651      | Museum Narodowe, Poznan                          |                       | Doek, 102 x 87,5 cm                                                  |
|            | Portret van een Familie: Mogelijk Willem Visch en Eva Bisschop, Hun Dochter Laurentia en Haar Echtgenoot Adriaen Prins met Hun Zoon Willem, circa                                                                 | 1647 1652 | Hermitage                                        | ГЭ-862                | Doek, 236 x 345 cm                                                   |
|            | Pieter van de Venne (1623-1666), Anna Du Carpentier (1631-1700) en | 1652      | Hermitage                                        | ГЭ-860                | Doek, 187,5 x 226,5 cm                                               |
|            | Portret van Maria Henriëtte Stuart (1631-1660) | 1652      | Rijksmuseum                                      | SK-A-142              | Doek, 199,5 x 170 cm                                                 |
|            | Vrouw achter een groen gordijn | 1652      | Gemäldegalerie Alte Meister                      | 1596                  | Doek, 73 x 65,5 cm                                                   |
|            | De overlieden van de Handboogdoelen | 1653      | Amsterdam Museum Rijksmuseum                     | SA 7329 SK-C-3        | Doek, 183 x 268 cm                                                   |
|            | Portret van Michiel Heusch (?-1699?) | 1653      | Philadelphia Museum of Art                       | Cat. 495              | Doek, 129,5 x 111,8 cm                                               |
|            | Portret van een heer, mogelijk Herman Jacobsz. Wormskerck | 1653      | Museo de Arte de Ponce                           | 60.0158               | Doek, 111,2 x 93,1 cm                                                |
|            | Jochem van Aras (?-1662), Elisabeth Claes Loenen (Ca.1616-1673) en | 1654      | Wallace Collection                               | P110                  | Doek, 169,5 x 197,5 cm                                               |
|            | Dubbelportret van Abraham Del Court (1623-?) en zijn vrouw Maria de Kaersgieter (1631-1660) | 1654      | Museum Boijmans Van Beuningen                    | 1296 (OK)             | Doek, 172 x 146,5 cm                                                 |
|            | Portret van Paulus Potter (1625-1654) | 1654      | Mauritshuis                                      | 54                    | Doek, 101 x 93,6 cm                                                  |
|            | Portret van een heer | 1654      | Detroit Institute of Arts                        | 25.216                | Doek, 90,2 x 73 cm                                                   |
|            | Portret van een dame | 1654      | particuliere kunstverzameling                    |                       | Doek, 83,5 x 68,5 cm                                                 |
|            | Portret van een meisje met druiventros | 1654      | particuliere kunstverzameling                    |                       | Doek, 76,5 x 62,8 cm                                                 |
|            | De overlieden van de Kloveniersdoelen | 1655      | Amsterdam Museum Rijksmuseum                     | SA 2101               | Doek, 171 x 283 cm                                                   |
|            | Portret van een heer | 1655      | particuliere kunstverzameling                    |                       | Doek, 111,5 x 97,5 cm                                                |
|            | Portret van een dame | 1655      | particuliere kunstverzameling                    |                       | Doek, 111,5 x 97,5 cm                                                |
|            | Portret van een heer | 1655      | Louvre                                           | INV 1333              | Doek, 101 x 79 cm                                                    |
|            | Portret van een dame | 1655      | Louvre                                           | INV 1334              | Doek, 100 x 79 cm                                                    |
|            | Portret van een heer | 1655      | Rhode Island School of Design Museum             | 60.010                | Doek, 112 x 98 cm                                                    |
|            | Portret van een dame | 1655      | Rhode Island School of Design Museum             | 60.009                | Doek, 112 x 98 cm                                                    |
|            | Jacob Trip (1627-1670), circa 1655 | 1655      | Rijksmuseum Amsterdam Museum                     | SK-A-1255 SB 5783     | Doek, 110 x 95 cm                                                    |
|            | Portret van een dame | 1655      | Staatliche Kunstsammlungen Weimar                |                       | Doek, 110 x 96 cm                                                    |
|            | Portret van een heer | 1655      | Museo Thyssen-Bornemisza                         | 184 (1929.10)         | Doek, 100 x 86,3 cm                                                  |
|            | Twee Handen (Fragmenten van een Mansportret), circa 1655-‘60 | ca. 1656  | Smith College Museum of Art                      |                       | Doek op paneel, linkerhand: 21,6 x 30,3 cm; rechterhand 21 x 25,1 cm |
|            | De overlieden van de Voetboogdoelen | 1656      | Amsterdam Museum                                 | SA 7330               | Doek, 183 x 254 cm                                                   |
|            | Aquarel Door Johan Philip Koelman (1818-1893) 88 | 1656      | Museum Boijmans Van Beuningen                    | lost - see JPK 1 (PK) | Doek, 169 x 232 cm                                                   |
|            | Portret van een vrouw | 1656      | Städel Museum                                    | 704                   | Paneel, 73,5 x 59,8 cm                                               |
|            | Louis de Geer (1622-1695), circa 1656 | 1656      | Nationalmuseum, Stockholm, Leufstasamlingen      | NMLeu 21              | Doek, 110 x 91 cm                                                    |
|            | Portret van Jeanne Parmentier (1634-1710) | 1656      | Nationalmuseum, Stockholm, Leufstasamlingen      | NMLeu 22              | Doek, 110 x 91 cm                                                    |
|            | Emanuel de Geer (1624-1692), circa 1656 | 1656      | Nationalmuseum, Stockholm, Leufstasamlingen      | NMLeu 23              | Doek, 110 x 75 cm                                                    |
|            | Portret van Gideon de Wildt (1624-1665) | 1657      | Szépművészeti Múzeum                             | 4316                  | Doek, 135,8 x 119 cm                                                 |
|            | Portret van Maria Smit (1624-1674) | 1657      | Museum of Fine Arts of Lyon                      |                       | Doek, 135,5 x 118,5 cm                                               |
|            | Portret van een dame | 1657      | Art Gallery Johannesburg                         |                       | Doek, 132,5 x 111 cm                                                 |
|            | Portret van een heer | 1655      | Toledo Museum of Art                             | 1976.12               | Doek, 96,5 x 99 cm                                                   |
|            | Portret van een jongen met een zilveren beker | 1657      | particuliere kunstverzameling                    |                       | Doek, 65,4 x 53,3 cm                                                 |
|            | Portret van een officier | 1657      | Chequers                                         |                       | Doek, 89 x 66 cm                                                     |
|            | Studiekop, 1657 | 1657      | Hermitage                                        |                       | Doek, 66 x 57 cm                                                     |
|            | Portret van een Jongedame, circa 1655-‘59 | 1655-59   | particuliere kunstverzameling                    |                       | Doek, 72,9 x 65,4 cm                                                 |
|            | Portret van een heer | ca. 1657  | particuliere kunstverzameling                    |                       | Doek, 115 x 95 cm                                                    |
|            | Portret van een dame | ca. 1657  | particuliere kunstverzameling                    |                       | Doek, 115 x 95 cm                                                    |
|            | Portret van Cornelis Jansz. Witsen (1605-1669) | 1658      | particuliere kunstverzameling                    |                       | Doek, 132 x 106,5 cm                                                 |
|            | Portret van Catharina Claesdr. Gaeff Alias Lambertsdr. Opsy (1619-1698) | 1658      | Koninklijke Musea voor Schone Kunsten van België | 2942                  | Doek, 134,5 x 109,5 cm                                               |
|            | Portret van een klein meisje In een tuin | 1658      | particuliere kunstverzameling                    |                       | Doek, 117,8 x 95,9 cm                                                |
|            | Naakte vrouw In een nis | 1658      | Louvre                                           | RF 1984-8             | Doek, 123,5 x 96 cm                                                  |
|            | Portret van een Jongen met een Kolfstok, circa 1658-‘59 | 1659      | particuliere kunstverzameling                    |                       | Doek, 112 x 84 cm                                                    |
|            | Heer uit de familie Hinlopen | 1659      | Twickel                                          |                       | Doek, 116,5 x 89,5 cm                                                |
|            | Portret van een jongeman | 1659      | particuliere kunstverzameling                    |                       | Doek, 73,6 x 59,7 cm                                                 |
|            | Portret van een dame | 1659      | Mauritshuis                                      | 569                   | Paneel, 77 x 62,5 cm                                                 |
|            | Portret van een heer | 1660      | Mauritshuis                                      | 568                   | Paneel, 77,2 x 62,5 cm                                               |
|            | Portret van een heer | 1660      | Wawel Royal Castle, Krakow                       |                       | Paneel, 79,7 x 61 cm                                                 |
|            | De Heilige Familie met Johannes de Doper | 1660      | Centraal Museum                                  | 2500                  | Doek, 167,2 x 209,6 cm                                               |
|            | Portret van Anna du Pire, de echtgenote van Van der Helst, door hem geportretteerd als de Perzische prinses Granida met een boog en pijlen over haar rechterschouder en een schelp met water in haar rechterhand. | 1660      | Národní galerie v Praze                          |                       | Doek, 70 x 58,5 cm                                                   |
|            | Zelfportret van Van der Helst als de herder Daifilo uit het toneelstuk Granida. | 1660      | Národní galerie v Praze                          | O-9324                | Doek, 72 x 61 cm                                                     |
|            | Portret van Joan Huydecoper (1599-1661) | 1660      | Private collection                               |                       | Doek, circa 120 x 101 cm                                             |
|            | Portert van Sophia Coymans (1636-1714) | 1660-69   | particuliere kunstverzameling                    |                       | Doek, 104 x 84 cm                                                    |
|            | Portret van een heer | 1659      | Statens Museum for Kunst                         | KMSsp443              | Doek, 97 x 78 cm                                                     |
|            | Portret van Egbert Meeuwsz. Cortenaer (1605-1665) | 1660      | Rijksmuseum                                      | SK-A-145              | Paneel, 68 x 59 cm                                                   |
|            | Portret van een jonge vrouw | 1663      | Mauritshuis                                      | B483                  | Doek, 78 x 67 cm                                                     |
|            | Portret van een dame | ca. 1660  | particuliere kunstverzameling                    |                       | Doek, 68 x 58 cm                                                     |
|            | Portret van een Jong Echtpaar | 1661      | Staatliche Kunsthalle Karlsruhe                  | 235                   | Doek, 186 x 147,5 cm                                                 |
|            | Portret van Samuel de Marez (1632-1691) | 1661      | particuliere kunstverzameling                    |                       | Doek, 132 X 112 cm                                                   |
|            | Portret van Margaretha Trip (1640-1714) | 1661      | particuliere kunstverzameling                    |                       | Doek, 132 x 112 cm                                                   |
|            | Portret van een dame (waarschijnlijk Elisabeth de Marez) | 1662      | particuliere kunstverzameling                    |                       | Doek, 108 x 90 cm                                                    |
|            | Portret van een man als jager | 1660-62   | particuliere kunstverzameling                    |                       | Doek, 133,2 x 106,6 cm                                               |
|            | Vrouw met teorbe | 1662      | Metropolitan Museum of Art                       | 73.2                  | Doek, 138,4 x 111,1 cm                                               |
|            | Portret van een heer | 1662      | Hamburger Kunsthalle                             | 297                   | Doek, 132,5 x 112 cm                                                 |
|            | Portret van een jongeman | 1662      | Fitzwilliam Museum                               | 149                   | Doek, 83,2 x 71,1 cm                                                 |
|            | Portret van een heer | 1662      | Hermitage                                        | ГЭ-6318               | Doek, 122 x 98 cm                                                    |
|            | Portret van Willem van Der Zaan (1621-1669) | 1662      | Kelvingrove Art Gallery and Museum               | 725                   | Doek, 113 x 91,4 cm                                                  |
|            | Portret van een heer | 1665      | particuliere kunstverzameling                    |                       | Doek, 71,1 x 59,1 cm                                                 |
|            | Portret van een heer | 1664      | particuliere kunstverzameling                    |                       | Doek?, 72,5 x 62 cm                                                  |
|            | Portret van een heer | 1664      | particuliere kunstverzameling                    |                       | Doek, 78 x 67 cm                                                     |
|            | Portret van een heer | 1664      | Koninklijke Musea voor Schone Kunsten van België | 205                   | Doek, 98 x 84,5 cm                                                   |
|            | Portret van een dame | 1664      | Koninklijke Musea voor Schone Kunsten van België | 206                   | Doek, 98 x 82 cm                                                     |
|            | Vrouw als Venus met Parisappel | 1664      | Museum voor Schone Kunsten                       | 253                   | Doek, 106 x 86 cm                                                    |
|            | Venus aan Amor een pijl ontnemend | 1665      | particuliere kunstverzameling                    |                       | Doek met afgeronde hoeken, 116,5 x 88,5 cm                           |
|            | Portret van een heer met zijn honden | 1665      | particuliere kunstverzameling                    |                       | Doek, 116,8 x 98 cm                                                  |
| centerr    | Portret van een dame met een valk | 1665      | Schloss Weissenstein, Pommersfelden              |                       | Doek, 119 x 98 cm                                                    |
|            | Portret van een jongedame met een boek | 1665      | musée Magnin                                     | 1938E267bis           | Doek, 93,5 x 75,5 cm                                                 |
|            | Jongeman in een Borstharnas | 1665      | particuliere kunstverzameling                    |                       | Doek, 76 x 64 cm                                                     |
|            | Fluitspeler | 1665      | particuliere kunstverzameling                    |                       | Doek, 80 x 60 cm                                                     |
|            | Vrouw bij een raam | 1665      | Museum der bildenden Künste                      | 1619                  | Doek, 99 x 85 cm                                                     |
|            | Jongen als bellenblazer | 1665      | New Orleans Museum of Art                        | 95.189                | Doek, 81,3 x 73 cm                                                   |
|            | Jongen met een valk | 1665      | particuliere kunstverzameling                    |                       | Doek, 77,5 x 69,8 cm                                                 |
|            | Dubbelportret van Jan Jacobsz. Hinlopen (1626-1666) en Lucia Wijbrants (1638-1719) | 1666      | particuliere kunstverzameling                    |                       | Doek, 134 x 161 cm                                                   |
|            | Een groentevrouw en kinderen bij een varken aan de leer | 1666      | Hermitage                                        | ГЭ-867                | Doek, 201 x 220 cm                                                   |
|            | Zelfportret, 1667 | 1667      | Uffizi                                           | 1638                  | Doek, 85 x 76 cm                                                     |
|            | Zelfportret, eigenhandig repliek | 1667      | Muzeum Narodowe w Warszawie                      | M.Ob.492 (128998)     | Doek, 83,5 x 65 cm                                                   |
|            | Portret van Johan de Liefde (circa 1619-1673) | 1668      | Rijksmuseum                                      | SK-A-832              | Doek, 139 x 122 cm                                                   |
|            | Portret van Aert van Nes (1626-1693) | 1668      | Rijksmuseum                                      | SK-A-140              | Doek, 139 x 125 cm                                                   |
|            | Portret van Geertruida Den Dubbelde (1647-1684) | 1668      | Rijksmuseum                                      | SK-A-141              | Doek, 139 x 125 cm                                                   |
|            | Portret van een heer (Louis Trip?) | 1668      | particuliere kunstverzameling                    |                       | Doek, 127,4 x 102,7 cm                                               |
|            | Portret van een dame (Ermgaard Emerantia Hoefslager?) | 1668      | particuliere kunstverzameling                    |                       | Doek, 127 x 102,6 cm                                                 |
|            | Portret van Anthony Reepmaker (1634-1691), Susanna Gommaerts (1639-1696) en hun zoons Jacob en Ernst | 1669      | Louvre                                           | RF 2129               | Doek, 193 x 145 cm                                                   |
|            | Portret van Daniel Bernard (1626-1714) | 1669      | Amsterdam Museum Museum Boijmans Van Beuningen   | 402 1297 (OK)         | Doek, 124 x 113 cm                                                   |
|            | Portret van een man die zijn kousenband strikt | 1670      | Pushkin Museum                                   |                       | Doek, 166 x 138 cm                                                   |
|            | Portret van een vrouw met zonnebloem | 1670      | particuliere kunstverzameling                    |                       | Doek, 100 x 75 cm                                                    |